# Josh Freese
Josh Freese (ur. 25 grudnia 1972 w Orlando, Floryda) – amerykański muzyk, kompozytor, wokalista i autor tekstów, multiinstrumentalista, znany głównie jako perkusista.

## Życiorys
Wychowany w Kalifornii, w rodzinie muzyków (ojciec dyrygent, matka pianistka), w wieku 7 lat zaczął grać na perkusji. Już jako 12-latek rozpoczął profesjonalną karierę, a w wieku 15 lat zaczął jeździć w trasy koncertowe i nagrywać płyty.
Oprócz bycia stałym członkiem punkowej grupy The Vandals pozostaje czynnym muzykiem sesyjnym, brał udział w nagraniach blisko 300 albumów m.in. takich zespołów i wykonawców jak: Slash, Chris Cornell, Guns N’ Roses, The Offspring, Melissa Auf der Maur, The Veronicas, Miley Cyrus, Nelly Furtado, Michael Bublé, Bruce Springsteen, Evanescence oraz Suicidal Tendencies.
W 1998 ukazał się pierwszy album jego w pełni solowego pop-punkowego projektu, w którym wystąpił w roli kompozytora, wokalisty oraz multiinstrumentalisty. Była to 6-utworowa EP Destroy The Earth As Soon As Possible wydana pod nazwą 'Princess'. W 2000 światło dzienne ujrzał pełnowymiarowy, podpisany już własnym imieniem i nazwiskiem 12-utworowy LP The Notorious One Man Orgy.
W 2009 roku w plebiscycie magazynu branżowego DRUM! został wyróżniony tytułem "najlepszego perkusisty studyjnego".
W 2023 roku został perkusistą zespołu Foo Fighters, jednak w roku 2025 został z tej roli niespodziewanie zwolniony.

## Dyskografia
| - Dweezil Zappa – Confessions (1991, Food For Thought Records) - Paul Westerberg – Eventually (1996, Reprise Records) - A Perfect Circle – Mer de Noms (2000, Virgin) - Josh Freese – The Notorious One Man Orgy (2000, Kung Fu Records) - 3 Doors Down – Away from the Sun (2002, Republic Records) - Evanescence – Fallen (2003, Wind-Up) - Static-X – Shadow Zone (2003, Warner Bros. Records) - A Perfect Circle – Thirteenth Step (2003, Virgin) - Kelly Clarkson – Breakaway (2004, BMG) - The Veronicas – The Secret Life of... (2005, Sire) - Rob Zombie – Educated Horses (2006, Geffen Records) |  | - The Offspring – Rise and Fall, Rage and Grace (2008, Columbia Records) - Miley Cyrus – Breakout (2008, Hollywood Records) - Josh Freese – Since 1972 (2009, Outerscope Records) - Joe Cocker – Hard Knocks (2010, Sony Music) - Katy Perry – Teenage Dream (2010, Capitol Records) - Melissa Auf der Maur – Out Of Our Minds (2010, Roadrunner Records) - Avril Lavigne – Goodbye Lullaby (2011, RCA Records) - Josh Freese – My New Friends E.P. (EP, 2011, Outerscope Records) - Nelly Furtado – The Spirit Indestructible (2012, Interscope Records) - Michael Bublé – To Be Loved (2013, Reprise Records) - Bruce Springsteen – High Hopes (2014, Columbia Records) |

## Filmografia
- "To drugie słowo na F" (jako on sam, 2011, film dokumentalny, reżyseria: Andrea Blaugrund Nevins)[29]